# Ковтун Інна Миколаївна
І́нна Микола́ївна Ковту́н  (* 9 серпня 1969, Київ) — українська журналістка, що спеціалізується на питаннях економіки.

## Біографія
Закінчила факультет кібернетики Київського університету (1986—1991, фах — економіст-математик), аспірантуру Інституту економіки НАНУ (1993—1996).
1991—1993 — молодший науковий співробітник Інституту проблем інформатики Міністерства економіки України.
Від березня 1995 працює в журналістиці: спочатку аналітиком відділу, а від липня 1995 — редактором відділу «Фінанси» в газеті «Бізнес», від липня 1997 — шеф-редактором програм «Вікна-бізнес», «Бізнес-студія» на телеканалі СТБ.
Від березня 2001 — головний редактор нової газети «Деловая столица» (Київ).

## Оцінка діяльності
27 жовтня 2006 року тижневик новин «Фокус» представив рейтинг «100 найвпливовіших жінок України». Рейтинг складено за методикою експертного опитування. Редакція журналу склала список претенденток з 125 прізвищ. Місце кожної в рейтингу визначав 31 авторитетний український експерт. У цьому рейтингу Інна Ковтун — на 80-му місці.
На думку експертів, впливовість Інни Ковтун зумовлена зв'язками в середовищі журналістів і видавців, а також популярністю очолюваного нею видання серед читачів і рекламодавців.
Як зазначає «Фокус», «навесні 2001 року, коли „Деловая столица“ вперше з'явилала у роздрібному продажу, конкуренти пророкували, що на нове видання чекає провал. Через п'ять років можна сміливо стверджувати, що цим прогнозам не судилося збутися. За результатами дослідження, проведеного компанією TNS Ukraine, „Деловая столица“ входить до трійки провідних гравців ринку ділових друкованих ЗМІ та посідає друге місце за темпами зростання аудиторії».
«Фокус» також пише: «Подейкували, що своїм успіхом Інна Ковтун зобов'язана колишньому чоловікові Глібу Корнілову, який, будучи одним із кураторів медіа-проектів „Лукойла“ в Україні, вивів „Деловую столицу“ на видавничий ринок країни. Проте колеги-журналісти вважають, що високе суспільне становище Ковтун заслужила самостійно завдяки енергійному характеру та непересічному розуму».

## Нагороди
- Лауреат Всеукраїнської премії «Жінка III тисячоліття» в номінації «Рейтинг» (2007).